# Zavod IPF
Zavod IPF, krajše samo IPF, je edina slovenska organizacija, ki skrbi za kolektivno uveljavljanje soavtorskih pravic izvajalcev in proizvajalcev fonogramov v Sloveniji in v tujini. Zavod so leta 1997 ustanovile glasbene založbe Dallas Records, Dots Records, Menart Records, Multimedia Records, Nika Records in Sindikat glasbenikov Slovenije (SGS). IPF ščiti pravice izvajalcev in proizvajalcev fonogramov, katerih dela se javno predvajajo na območju Republike Slovenije, v skladu z Zakonom o avtorskih in sorodnih pravicah ZASP-UPB3 (uradno prečiščeno besedilo zakona je bilo objavljeno v Uradnem Listu RS, št. 16/2007). Na podlagi mednarodnih pogodb ščiti in uveljavlja tudi pravice tujih proizvajalcev fonogramov in izvajalcev v Sloveniji. Od Urada RS za intelektualno lastnino je leta 2000 prejel dovoljenje za kolektivno uveljavljanje teh pravic.